# Andrey Tyumentsev
Andrey Alekseevich Tyumentsev (em russo:  Андрей Алексеевич Тюменцев; Vladivostok, 6 de maio de 1963) é um ex-handebolista russo, campeão olímpico.
Andrey Tyumentsev jogou seis partidas e marcou 21 gols na campanha olímpica